# معركة إنيرهودار
معركة إنيرهودار كانت اشتباكًا عسكريًا بين القوات المسلحة الروسية والقوات المسلحة الأوكرانية، كجزء من هجوم خيرسون الذي كان يهدف إلى السيطرة على إنيرهودار خلال الغزو الروسي لأوكرانيا عام 2022.

## المعركة
في الساعة 8 صباحًا (ت ع م+02:00) حاولت القوات الروسية دخول مدينة إنيرهودار ولكن واجهت مقاومة من الجيش الأوكراني والمدنيين غير النظاميين. استمر القتال لمدة ساعتين تقريبًا وزعمت القوات البرية الأوكرانية تدمير عربتين مدرعتين روسيتين. ومع ذلك، توقف القتال لبضع ساعات حتى الساعة 5 مساءً (ت ع م+02:00) دخل الروس واستولوا على إنيرهودار. نفى ديمتري أورلوف، عمدة إنيرهودار، الاستيلاء على المدينة.
اعتبارًا من 1 مارس، سيطرت القوات الروسية على أطراف المدينة وطوقتها بالكامل. وفقًا لرئيس بلدية إنيرهودار، تعاني المدينة من مشاكل في إمدادات الطعام.
في 2 مارس، صرح رئيس بلدية إنيرهودار أن القوات الروسية تقترب من المدينة.
في 3 مارس، بدأت القوات الروسية بالهجوم على محطة توليد الكهرباء. تسبب قصف روسي في اندلاع حريق في مبنى إداري ولم يتمكن رجال الإطفاء من الوصول إلى النار بسبب القتال. تم إخطار الوكالة الدولية للطاقة الذرية من قبل أوكرانيا بعد أن اخترق عدد كبير من الدبابات والمشاة الروسية الدفاعات الأوكرانية. صرحت كل من الوكالة الدولية للطاقة الذرية ووزيرة الطاقة في الولايات المتحدة جينيفر جرانهولم أنه لا توجد علامات على ارتفاع مستويات الإشعاع.
في صباح يوم 4 مارس، تم السماح لرجال الإطفاء بالوصول إلى محطة الطاقة وتمكنوا من إطفاء الحريق. في وقت لاحق من صباح اليوم، استولت القوات الروسية على المحطة بعد التأكد من عدم وجود تغييرات في مستويات الإشعاع. ثم شرع الجيش الروسي في دخول إنيرهودار.
صرح أولكسندر ستاروخ، محافظ زابوريزهيا أوبلاست، في 5 مارس أن القوات الروسية غادرت المدينة بعد نهبها وأن الوضع في المدينة كان تحت سيطرة السلطات المحلية بالكامل. لكن العمدة دميتري أورلوف نفى التقرير وذكر أن القوات الروسية لا تزال تسيطر على محيط المدينة ومحطة زابوريزهزهيا للطاقة، في حين أن السلطات المحلية ستنظم القانون والنظام والرعاية الصحية والأنشطة الاقتصادية في المدينة.